# Magdalena Buczek
Magdalena Buczek (ur. 6 marca 1988 w Łaziskach Górnych) –  założycielka Podwórkowych Kółek Różańcowych Dzieci, spikerka Radia Maryja i Telewizji Trwam. Ukończyła dziennikarstwo i politologię w WSKSiM w Toruniu.

## Podwórkowe Kółka Różańcowe Dzieci
Jako dziewięciolatka założyła dla dzieci wyznania rzymskokatolickiego pierwsze Podwórkowe Kółko Różańcowe Dzieci, którego celem miało być wspólne spędzanie czasu na modlitwach z różańcem. Według strony internetowej Podwórkowych Kółek Różańcowych Dzieci podobne grupy modlitewne działają w 30 krajach i należy do nich ponad 137 tys. dzieci.
W 2005 wydała modlitewnik różańcowy dla dzieci Anielskie pacierze.

## Obecność w mediach
Ruch kółek różańcowych był od samego początku wspierany przez Radio Maryja, a później przez Telewizję Trwam, które zaangażowały Magdalenę Buczek do prowadzenia stałych audycji. Buczek prowadzi w Radiu Maryja i Telewizji Trwam sobotnie programy wieczorne dla dzieci. 
Zyskała rozgłos po tym, gdy w programie Kuby Wojewódzkiego Kazimiera Szczuka sparodiowała jej charakterystyczny sposób mówienia podczas prowadzenia audycji. Szczuka stwierdziła później, że nie miała złych intencji i swoją wypowiedzią wyraziła tylko fascynację założycielką Podwórkowych Kółek Różańcowych Dzieci. Tłumaczyła się, że była nieświadoma niepełnosprawności Buczek i mogła ją w ten sposób urazić, za co przeprosiła w mediach. Polsat, który wyemitował tę audycję, został ukarany przez Krajową Radę Radiofonii i Telewizji grzywną w wysokości 500 tys. złotych. Po odwołaniu się Polsatu do Sądu Gospodarczego, w listopadzie 2007 r. decyzja o karze została podtrzymana. Stacja telewizyjna odwołała się następnie do Sądu Najwyższego, który także podtrzymał karę. Sąd uznał, że Polsat dopuszczając materiał do emisji, złamał przepis ustawy o RTV, który zakazuje propagowania działań sprzecznych z prawem, z polską racją stanu oraz postaw i poglądów sprzecznych z moralnością i dobrem społecznym. Przepis ten nakazuje także szanować "przekonania religijne odbiorców, a zwłaszcza chrześcijański system wartości".

## Choroba
Magdalena Buczek cierpi na wrodzoną łamliwość kości. Do pierwszego złamania kości doszło u niej w miesiąc po urodzeniu. Przeszła z tego powodu ponad 30 operacji. W wieku 18 lat jej wzrost wynosił ok. 100 cm, a waga – 15 kg.